# حكم الأمر الواقع

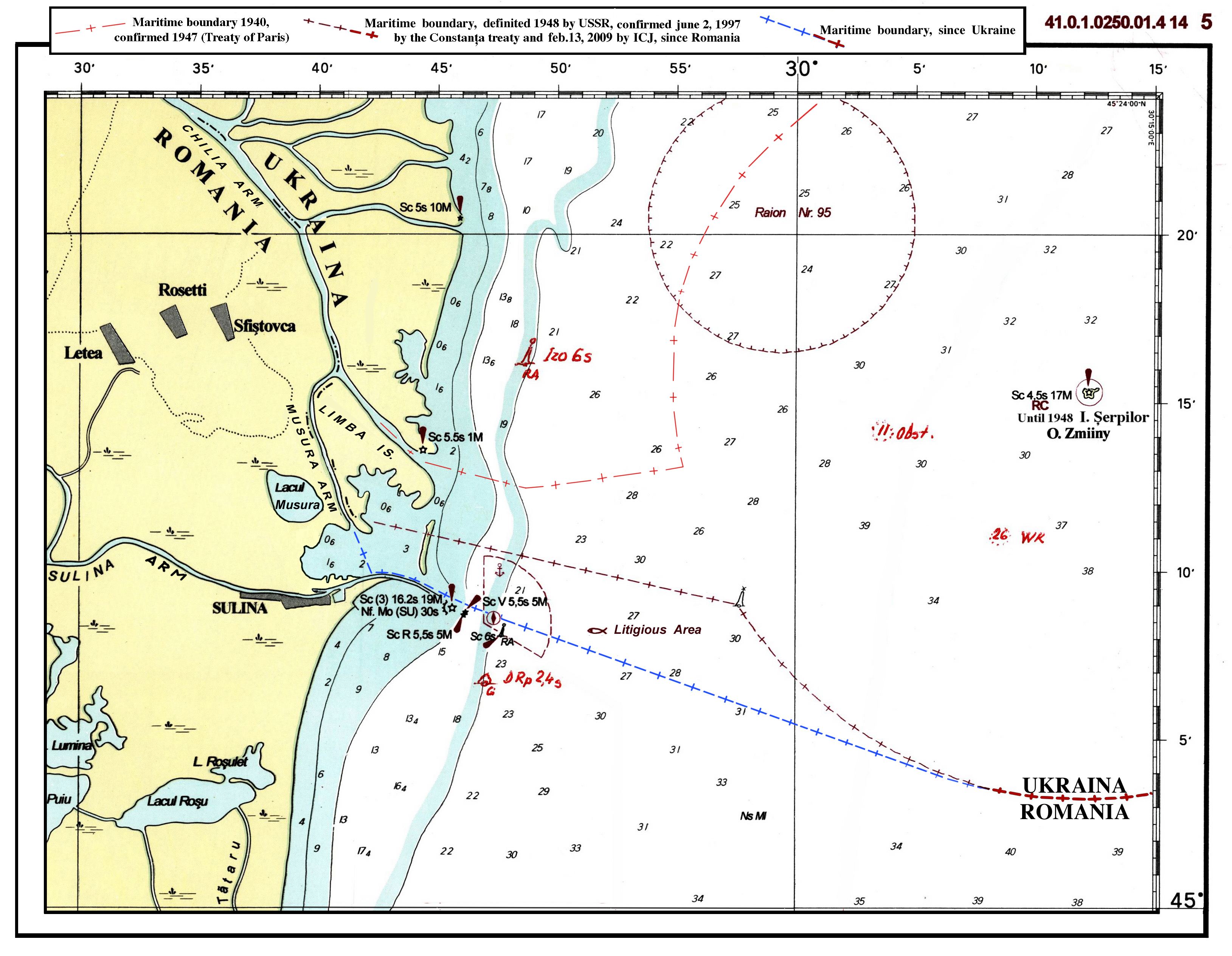

حكم الأمر الواقع، يُشير مصطلح "بحكم الواقع" إلى ممارسةٍ أو حالةٍ قائمةٍ، وإن لم تكن مُقنَّنة أو مُدرجة في التشريعات السارية. ويقابل هذا المصطلح في الاستخدام "حكم القانون" الذي يُعبر عن الأمر المُقر تشريعياً.
ويتجلى استعمال هذا المصطلح في مجالاتٍ متنوعة، لا سيما في الشؤون القانونية والسياسية. ومن الأمثلة البارزة على ذلك ما شهده الاتحاد السوفييتي، حيث هيمنت اللغة الروسية على الحياة العامة في جميع الجمهوريات السوفييتية، رغم أنها لم تكن معتمدة رسمياً كلغةٍ رسمية. واستمر هذا الوضع حتى الرابع والعشرين من أبريل عام 1990، حين أُقرت اللغة الروسية قانونياً، وإن كان ذلك لفترةٍ وجيزة قبيل انهيار الاتحاد السوفييتي.
أيضا على سبيل المثال وفي حالة غير اعتيادية فان رئيس كوريا الشمالية السابق كيم إل سونغ الذي فارق الحياة في 8 يوليو 1994 لايزال رسميا وبحكم الدستور في بلاده «الرئيس الأبدي لجمهورية كوريا»، لذا فجميع الحكام اللاحقين لكوريا الشمالية ومنهم كيم جونغ إل «فنيا» هم بحكم الأمر الواقع قادة البلاد أو رؤسائها.
كذلك فإن دولة دي فكتو تعد مستقلة فعليا مثل (صوماليلاند)، فإنه لا تعترف بها دول أخرى أو منظمات دولية بالرغم من أن لديها حكومتها المستقلة التي تمارس سلطتها الكاملة على الأراضي الواقعة تحت سيادتها.

## أمثلة

### معايير
معيار حكم الأمر الواقع أو الواقعية هو معيار (رسمي أو غير رسمي) حقق مركزًا مهيمنًا عن طريق التقاليد أو التطبيق أو الهيمنة على السوق. لم يحصل بالضرورة على موافقة رسمية عن طريق عملية توحيد المعايير، وقد لا يكون لديه وثيقة رسمية للمعايير.
عادةً ما تكون المعايير الفنية طوعية، مثل متطلبات المعيار أيزو 9000، ولكنها قد تكون إلزامية، ويتم تطبيقها بواسطة المعايير الحكومية، مثل شروط جودة مياه الشرب. يستخدم مصطلح «معيار حكم الأمر الواقع» لكل منهما: على عكس المعايير الإلزامية (المعروفة أيضا باسم «المعايير القانونية»)؛ أو للتعبير عن معيار مهيمن، عندما يكون هناك أكثر من معيار مقترح.
في العلوم الاجتماعية، يعدّ المعيار التطوعي الذي يعتبر أيضًا معيارًا واقعيّاً، حلاً نموذجيًا لمشكلة التنسيق.

### اللغات الوطنية
العديد من البلدان، بما في ذلك أستراليا واليابان والمكسيك والمملكة المتحدة والولايات المتحدة، لديها لغة وطنية بحكم الواقع ولكنها ليست لغة وطنية رسمية بحكم القانون.
بعض الدول لديها لغة وطنية بحكم الواقع بالإضافة إلى لغة رسمية. اللغة الرسمية في لبنان والمغرب هي اللغة العربية، ولكن اللغة الأخرى هي الفرنسية بحكم الأمر الواقع. في نيوزيلندا، تعتبر لغة الإشارة الماورية والنيوزيلندية لغات رسمية بحكم القانون، في حين أن اللغة الإنجليزية هي لغة رسمية بحكم الأمر الواقع. في سنغافورة، اللغة الإنجليزية هي اللغة القانونية، لكن الصينية والماليزية والتاميلية هي لغات شائعة بحكم الأمر الواقع.
كانت الروسية هي اللغة الرسمية بحكم الأمر الواقع للحكومة المركزية، وإلى حد كبير، حكومات الجمهوريات في الاتحاد السوفيتي السابق، ولكن لم يُعلن عنها كلغة قانونية للدولة حتى عام 1990. ثَبّت قانون قصير الأجل، ساري المفعول اعتبارًا من 24 أبريل 1990 اللغة الروسية باعتبارها اللغة الرسمية الوحيدة بحكم القانون في الاتحاد.

## استخدامات أخرى للمصطلح
في مجال التمويل، لدى البنك الدولي تعريف ذو صلة:
تأتي «حكومة الأمر الواقع» أو تبقى في السلطة، عن طريق وسائل لا ينص عليها دستور البلاد، مثل الانقلاب أو الثورة أو السلب أو الإلغاء أو تعليق الدستور.
حالة الحرب بحكم الأمر الواقع هي الوضع الذي تتفاعل فيه دولتان بشكل نشط أو أن إحداهما تشارك في أعمال عسكرية عدائية ضد الأخرى دون إعلان حرب رسمي.
في مجال الهندسة، تعتبر التكنولوجيا بحكم الأمر الواقع نظامًا تكون فيه الملكية الفكرية والدراية الفنية مملوكة ملكية خاصة. عادةً يقوم مالك التكنولوجيا فقط بتصنيع المعدات ذات الصلة. في الوقت نفسه، تتألف تكنولوجيا قياسية من أنظمة تم إطلاقها علنًا إلى حدّ ما بحيث يمكن لأي شخص تصنيع معدّات داعمة للتكنولوجيا. على سبيل المثال، في اتصالات الهاتف الخلوي، تعتبر سي دي إم آي ون إكس تكنولوجيا بحكم الأمر الواقع، في حين أن جي إس إم هي تكنولوجيا قياسية.